# عکاسی در اوکراین

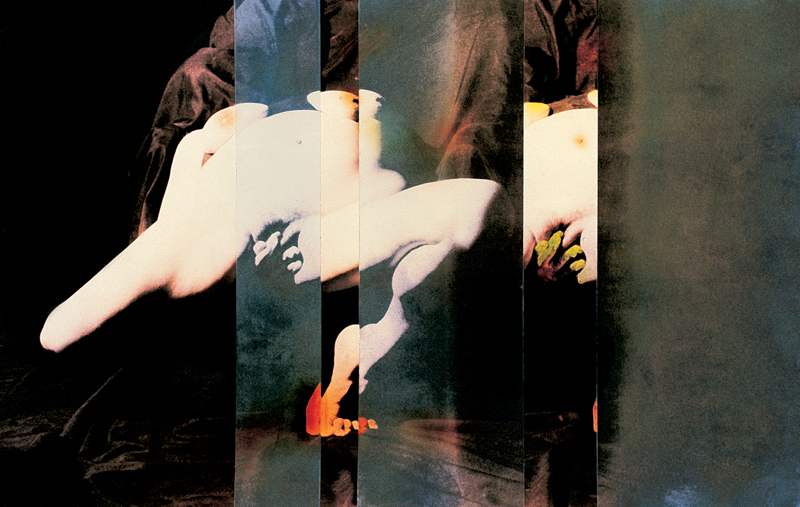
عکسی سیاه سفید نقاشی شده با دست، اثر ایهور پودولچارک، ۱۹۹۵ م.

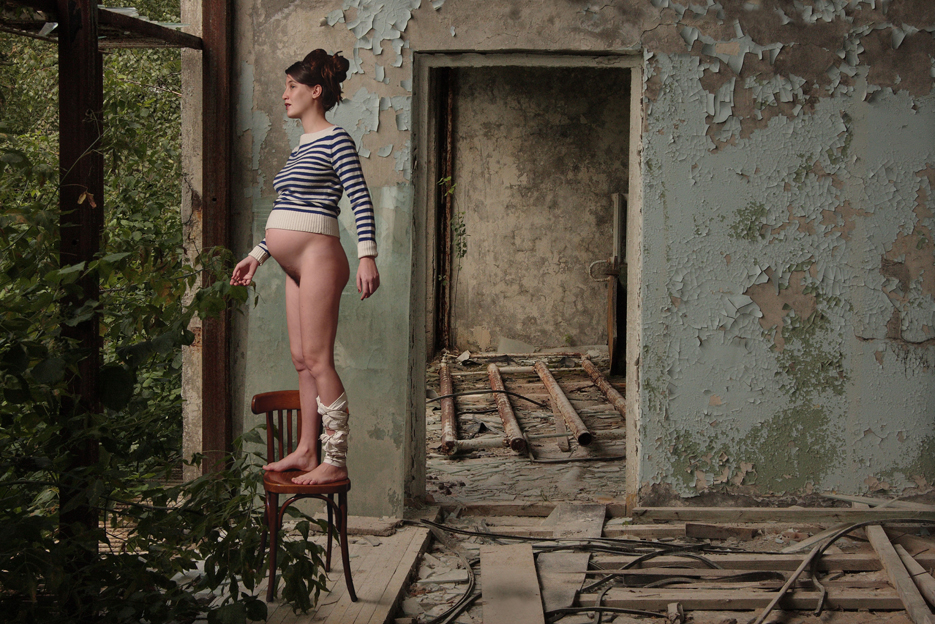
عکسی از آنتون سولوموخا

از آنجایی که از نظر تاریخی اوکراین در بین دو امپراتوری آن زمان یعنی روسیه و اتریش تقسیم شده بود، عکاسی در این سرزمین به عنوان شاخه‌ای از علم، تکنولوژی و هنر از راه‌های مختلفی به مسیر خود ادامه داد. این مسیرها، موجب اهداف متفاوتی در جوامع عکاسی از نظر تکنولوژی و نقش اجتماعی عکاسی در اوکراین شد.

## عکاسی اوکراین در زمان شوروی

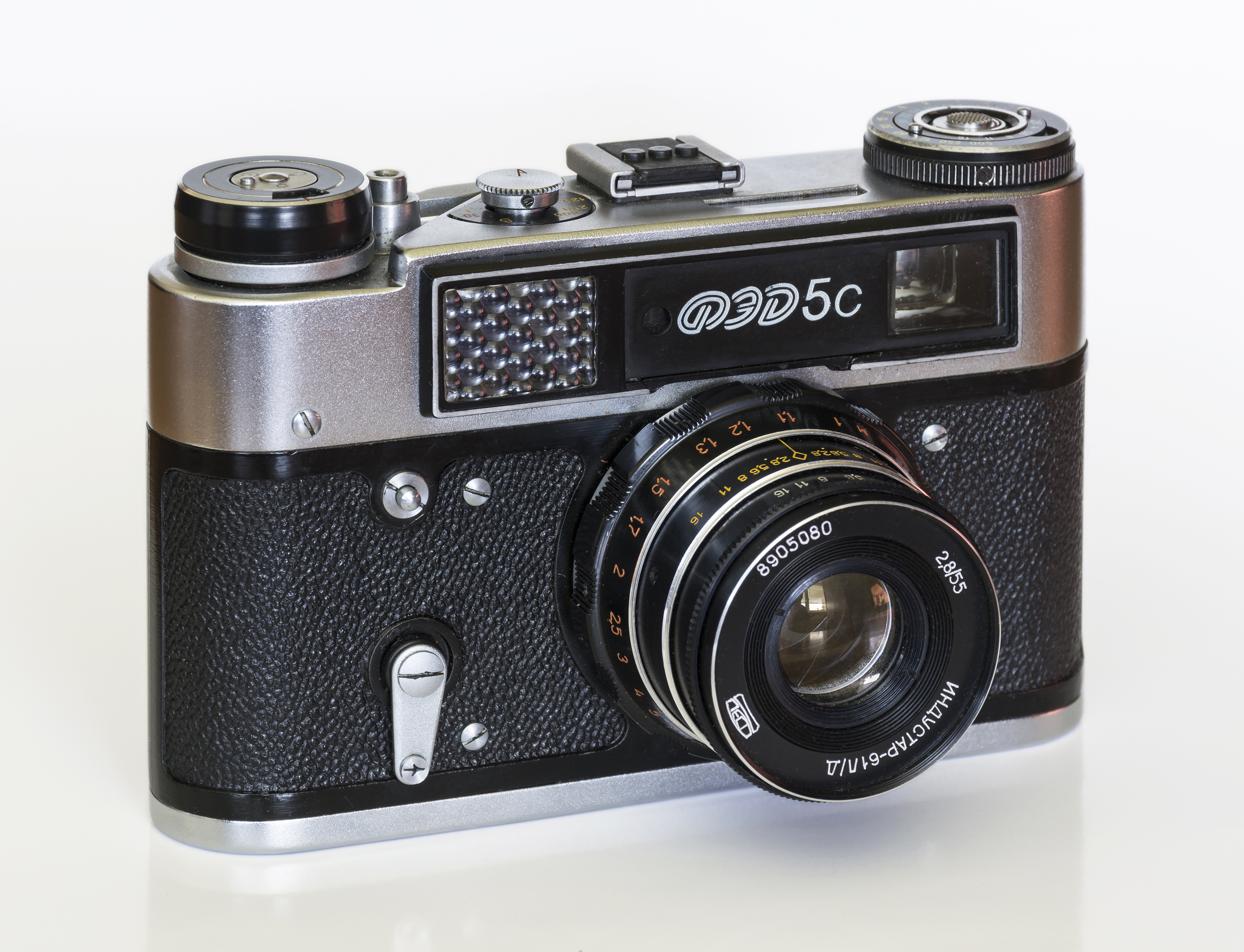
دوربین FED 5C

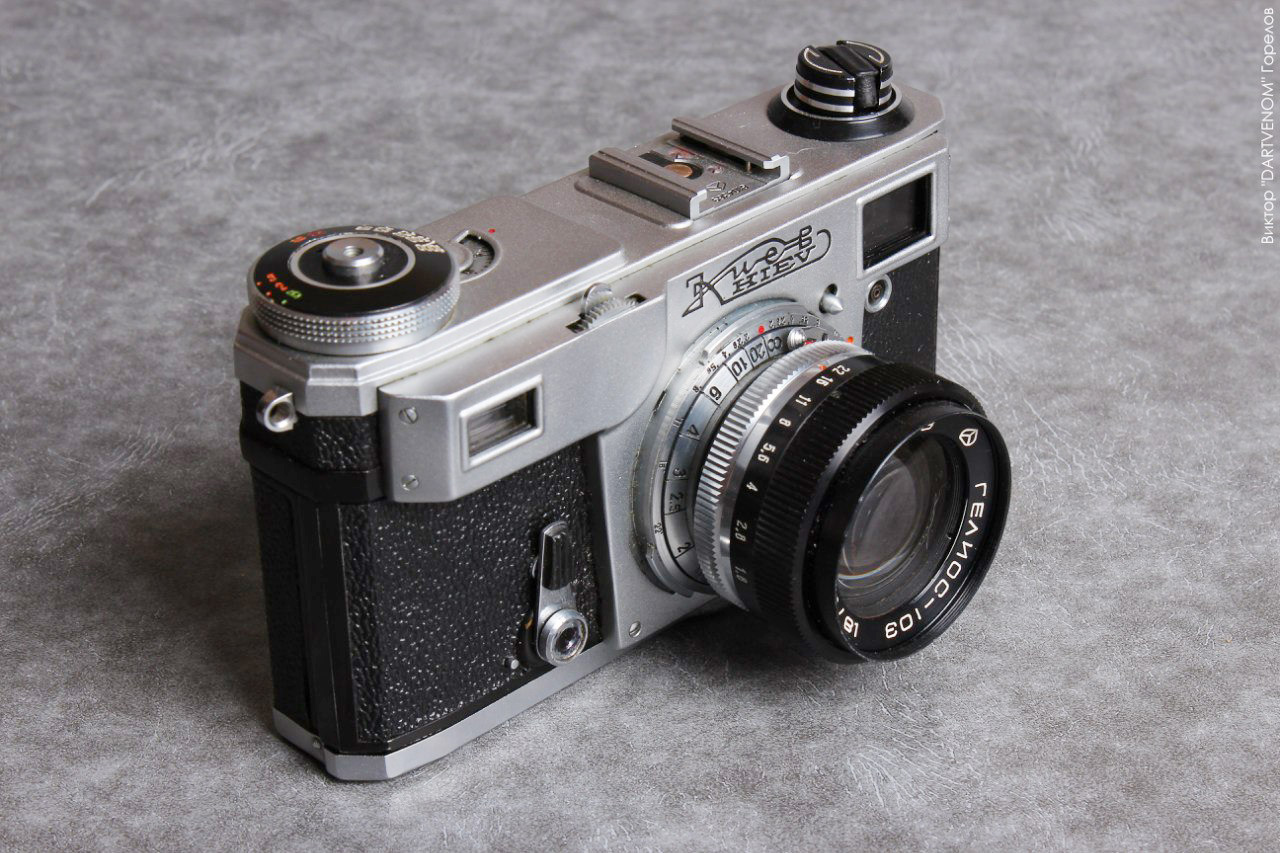
دوربین "Kiev-4AM" با لنز "Helios"

در سال ۱۹۷۱ م. ایرینا پاپ، یک مدرسه عکاسی در اتحادیه روزنامه نگاران اوکراین تأسیس کرد. در این مدرسه انواع کارگاه‌های عکاسی، سخنرانی و بررسی آثار انجام می‌شد. در واقع این مدرسه یک مؤسسه آموزشی رسمی نبود اما با اینحال بسیاری از افراد حرفه‌ای که از آنجا فارغ‌التحصیل شدند، محیطهای مستقل عکاسی در اوکراین ایجاد کردند که از جمله این افراد می‌توان به ویکتور ماروشنکو، والری کرکش، سرهی پوژارسکی و دیگران اشاره کرد.
همچنین یکی از مشهورترین عکاسان اتحاد جماهیر شوروی، نیکولای کوزلوفسکی بود. او از سال ۱۹۴۸ م. به عنوان عکاس خبری برای مجله. اوگونیک کار کرد. بیش از ۳۰ آلبوم عکس خلاقانه از او زمانی که در آنجا کار می‌کرد موجود است. او همچنین برنده جایزه شوچنکو در سال ۱۹۸۶ م. برای مجموعه عکس «کیف من» شد.
از دیگر عکاسان تأثیرگذار غیررسمی در اتحاد جماهیر شوروی می‌توان به بوریس میخایلوف از خارکیف (که مدرسه عکاسی خارکیف از طریق او شکل گرفت) و ویلا فورگالو از شهر لویو اشاره کرد.